# Pacsu Jenő
Pacsu Jenő Károly (Budapest, 1891. július 13. – Princeton, New Jersey, 1972. március 25.) vegyész, egyetemi tanár.

## Életpályája
1914-ben oklevelet kapott a budapesti tudományegyetemen és még abban évben doktorált is. 1919–1920 között a budapesti tudományegyetem tanársegéde, 1920–1930 között előadója volt. 1928-ban közben a Nemzetközi Oktatási Bizottság tagja és az Országos Szabványügyi Hivatalban, majd 1929-től az USA Közegészségügyi Szolgálatának Egészségügyi Laboratóriumában (Bethesda) dolgozott. 1930-ban véglegesen áttelepedett az USA-ba. 1930-ban a Princetoni Egyetemen a szerves kémia előadója, 1934-ben rendkívüli, 1947-től egyetemi tanára lett. 1945–1951 között az egyetem melletti magánintézmények, a princetoni textilalapítványnak (Textile Foundation N. J.) kutatási igazgató-helyettese volt. 1951–1960 között a szerves kémiai kutatások vezetője volt, később mint tiszteletbeli kutató működött. 1960-ban nyugdíjba vonult.
Számos egyetemi bizottságban dolgozott. Több új módszert és szabadalmat vezetett be. A szénhidrát-, illetve a textilkémia témaköréből számos szakközleménye jelent meg.

## Családja
Szülei Pacsu György kereskedő és Láhm Anna voltak. 1926. június 5-én, Budapesten házasságot kötött Gergely Márta Máriával.

## Művei
- Vezérfonal a qualitatív és quantitatív chemiai analytikai gyakorlatokhoz. Laboratóriumi segédkönyv kezdők számára, különös tekintettel az orvostanhallgatók igényeire (Budapest, 1921)
- Über die Verseifung acetylierter Zucker und verwandter Substanzen (Zemplén Gézával, 1929)
- A turánóz acetyl- és acetózhalogén származékai (Budapest, 1931)
- Advances in Carbohydrate Chemistry (társszerző; Princeton, 1945)
- Methods in Carbohydrate Chemistry (társszerző; Princeton, 1963)